# Simbología comunista
El simbolismo comunista apela a diversos temas, como la revolución, el proletariado, los campesinos, la agricultura o la solidaridad internacional. Los estados, partidos y movimientos comunistas utilizan estos símbolos para su propaganda y para recabar apoyos a su causa.
Normalmente estos símbolos, junto con el pentagrama que representa los cinco continentes habitados o los cinco componentes de la sociedad comunista (campesinos, obreros, ejército, intelectuales y jóvenes), aparecen en amarillo sobre un fondo rojo que representa la revolución. La bandera de la Unión Soviética incorporaba una estrella roja bordeada en amarillo y el emblema de la hoz y el martillo sobre fondo rojo. Las banderas de Vietnam, China, Corea del Norte, Angola y Mozambique incorporaron símbolos similares bajo los gobiernos comunistas.
La hoz y el martillo se han convertido en el símbolo del comunismo, y aparece en las banderas de la mayoría de los partidos comunistas del mundo. No obstante, la bandera del Partido del Trabajo de Corea lleva un martillo que representa a los obreros industriales, una hoz que representa a los trabajadores agrícolas y un pincel que representa a los intelectuales.
En Hungría, Lituania, Letonia, Polonia, Ucrania e Indonesia está prohibido el uso de símbolos comunistas en público, y su exhibición con fines no educativos puede considerarse una infracción penal.

## La hoz y el martillo
El martillo representa la clase obrera industrial y la hoz a los trabajadores agrícolas. Juntos, simbolizan la unidad de estos dos grupos.

Hoz y martillo.

El emblema de la hoz y el martillo se utilizó por primera vez durante la revolución rusa de 1917, pero no se convirtió en el símbolo oficial de la República Socialista Federativa Soviética de Rusia hasta 1924. Desde dicha revolución, este emblema pasó a ser el símbolo de varios países socialistas y partidos comunistas.

## Estrella roja

Estrella roja.

La estrella roja de cinco puntas es un símbolo del comunismo y del socialismo en general. Fue un símbolo revolucionario tras la Revolución de Octubre y la subsiguiente Guerra Civil. Fue largamente utilizada por los partidos de la resistencia antifascista y las organizaciones clandestinas de Europa antes y durante la II Guerra Mundial. En esa época se usó sobre todo como símbolo del ejército rojo de los obreros y campesinos de la Unión Soviética, que liberó el país de las fuerzas invasoras de la Alemania nazi y ayudó al resto de la Europa del Este a derrotar a los ejércitos fascistas. En lo que después se denominó Bloque del Este, las dictaduras fascistas fueron derrocadas por el ejército rojo y sustituidas por estados socialistas políticamente leales a la Unión Soviética. Muchos de estos países incorporaron la estrella roja a sus símbolos estatales para evidenciar su naturaleza socialista.
Aunque no existe ninguna alegoría original conocida de la estrella roja más allá de ser un símbolo político universal, en la Unión Soviética se le asignó un simbolismo más preciso como representación del Partido Comunista, y su posición en la bandera, sobre la hoz y el martillo, simboliza al partido dirigiendo al proletariado soviético en la construcción del estado comunista. En la actualidad, numerosos partidos socialistas y comunistas de todo el mundo usan la estrella roja.

## Bandera roja
La bandera roja se suele combinar con otros símbolos comunistas. Se utiliza en concentraciones y celebraciones de ideología socialista y comunista, como el 1 de mayo.

Bandera roja.

La bandera roja ha tenido diversos significados a lo largo de la historia. Se utilizó por primera vez como una bandera de desafío. Su significado político en la era moderna proviene de su uso en la Comuna de París. Tras la Revolución de Octubre, el gobierno soviético adoptó la bandera roja con la hoz y el martillo sobreimpresos como insignia nacional. Desde dicha revolución, varios movimientos y estados socialistas han utilizado la bandera roja.
Existe una canción Italiana llamada ``Bandiera rossa´´ (bandera roja) que habla sobre el comunismo y sobre la bandera roja.

## Bandera roja y negra

Bandera roja y negra.

La bandera roja y negra ha sido símbolo de los movimientos comunistas de índole anarquista. Fue la bandera que usaron los grupos anarcosindicalistas durante la guerra civil española. El negro representa el anarquismo, y el rojo, los ideales izquierdistas. A lo largo de años de historia, esta bandera se ha introducido en numerosos movimientos estatistas de izquierda como el Frente Sandinista o el Movimiento 26 de Julio, en los que los colores no están divididos diagonal, sino horizontalmente. Algunos de estos movimientos adoptaron esta enseña debido a sus raíces anarquistas.

## Arado o arado estrellado
Aunque no es un símbolo exclusivamente comunista, es el emblema del socialismo irlandés, y probablemente tiene las mismas raíces que el martillo y el arado original que fue sustituido por la hoz y el martillo. La insignia simbolizaba la voluntad de que una República Obrera de Irlanda libre controlara su propio destino desde el arado hasta las estrellas, y la espada unida al arado significaba la redundancia de la guerra tras el establecimiento de una Internacional Socialista. La bandera representa el Carro, parte de la constelación de la Osa Mayor, que se conoce como «el arado» en Irlanda y Gran Bretaña. El Arado es uno de los entes más visibles del cielo irlandés durante todo el año.

"Bandera del arado estrellado".

Este emblema, presentado en 1914, fue utilizado por la Milicia de Obreros Socialistas, el Ejército Ciudadano Irlandés, durante el Alzamiento de Pascua de 1916.
Existe una canción llamada ``The Starry Plough´´ que habla sobre la vida de James Connolly y su socialismo.
En China, la bandera del arado (犁头旗 en chino), una bandera roja con un arado amarillo, se utilizó profusamente durante el periodo de la Expedición del Norte como enseña de las asociaciones chinas de campesinos, organizaciones lideradas por el Partido Comunista de China.
Se cree que el primer usuario fue el activista Peng Pai en 1923, en la asociación de campesinos del sóviet de Hailufeng. La bandera del arado tiene numerosas versiones distintas, algunas combinadas con la bandera del cielo azul, el sol blanco o el campo rojo, y otras con arados de distintas formas.

## Heráldica socialista

Los líderes soviéticos procuraban distinguir sus insignias de los emblemas utilizados por el emperador y la aristocracia rusa. Así, sustituyeron y omitieron los elementos heráldicos tradicionales, cambiando los emblemas que no satisfacían la prácticas europeas tradicionales.

Muchos gobiernos comunistas se distanciaron a propósito de las formas tradicionales de la heráldica europea con el fin de marcar diferencias con las monarquías que la mayoría reemplazaron, y que solían tener escudos de armas como símbolos. En su lugar, siguieron el patrón de los emblemas nacionales adoptados entre las décadas de 1910 y 1920 en la Rusia Soviética y la Unión Soviética.
La denominación de heráldica socialista o heráldica comunista es un nombre coloquial para los diseños habituales de los emblemas nacionales adoptados por los estados comunistas. Aunque se suelen llamar escudos, muchos de estos elementos no lo son en el sentido estricto de la heráldica, pero los patrones reconocibles han llevado al uso de ese término oficioso.

## «La Internacional»
La Internacional es el himno del movimiento socialista. Es una de las canciones más universales del mundo y su letra ha sido traducida prácticamente a todas las lenguas del mundo. Su estribillo original en francés dice: «C'est la lutte finale / Groupons-nous et demain / L'Internationale / Sera le genre humain» (en español: ‘Es la lucha final / Agrupémonos todos y mañana / La Internacional / Será el género humano’). Con frecuencia se canta con el puño en alto.
Esta música ha sido utilizada por comunistas de todo el mundo desde que fue compuesta en el siglo XIX y adoptada como himno oficial de la Segunda Internacional. En 1918 se convirtió en el himno de la Rusia soviética y de la Unión Soviética en 1922, aunque fue reemplazada en 1944 por el himno de la Unión Soviética, que incide más en el patriotismo. También se ha cantado como desafío ante gobiernos socialistas autoproclamados, como sucedió en 1989 en la República Democrática Alemana, antes de la reunificación o en China ese mismo año, durante protestas de la plaza de Tiananmén.

## Otros símbolos comunistas
Los elementos gráficos siguientes, aunque no necesariamente comunistas por naturaleza, se han utilizado con frecuencia en banderas, sellos y propaganda de los movimientos y países comunistas.
- Utensilios proletarios cruzados, que incluyen picos, azadas, guadañas, y en el caso del Partido del Trabajo de Corea, un pincel que representa a los intelectuales. El ubicuo símbolo de la hoz y el martillo entra en esta categoría
- El Sol naciente, que aparece en los escudos de la Unión Soviética, Turkmenistán, Croacia, Rumanía y PASOK
- Las ruedas dentadas, que aparecen en los emblemas de Afganistán, Angola y China
- Coronas de trigo, algodón, maíz y otros cultivos, presentes en los emblemas de casi todos los estados de gobierno comunista histórico
- El brazo y el martillo, ejemplificados en el logo del Partido Socialista Laborista de América.
- Realismo socialista, un estilo artístico desarrollado en la Unión Soviética.
- Armas, como el AK-47 de la bandera de Mozambique o el Mosin-Nagant de los billetes de lek albanés
- Estandartes rojos con leyendas en amarillo, como en los emblemas de Vietnam y de la Unión Soviética
- Estrellas rojas o amarillas, quizás el símbolo comunista más común tras la hoz y el martillo, también hay variaciones del color de la estrella, como en la bandera tricolor canaria que en vez de los colores rojos o amarillos se usa el verde
- Libros abiertos, como en los emblemas estatales de Mozambique, Angola y Afganistán, así como en las insignias de los partidos comunistas de Rusia y Ucrania y la bandera de las FARC-EP.
- Fábricas o equipos industriales, como en los emblemas de Corea del Norte, Bosnia-Herzegovina, Kampuchea Democrática y Azerbaiyán
- Paisajes naturales, como en los emblemas de Macedonia, Rumanía y la RSS Carelo-Finesa
- Antorchas, como en el emblema de Yugoslavia
- Escudo y espada, como en la insignia del KGB y en la representación de la Madre Patria
- La cruz y la hoz, símbolo del comunismo cristiano
- Retratos de grandes lideres como de Enver Hoxha (símbolo habitual del hoxhaísmo), de Iósif Stalin (símbolo habitual del estalinismo), del Che Guevara (símbolo habitual del castrismo y el guevarismo) o de Mao Zedong (símbolo habitual del maoísmo)

Dos notables ejemplos de estados comunistas que no utilizan imaginería comunista en sus banderas, emblemas u otras representaciones gráficas son Cuba (aunque tenga una estrella, esta no representa el comunismo) y la antigua República Popular de Polonia.

## Galería
Ejemplos del uso de estos símbolos.

### La hoz y el martillo en banderas y logotipos

Bandera de la Unión Soviética
Bandera del Ejército Rojo de los Obreros y Campesinos de China
Símbolo de la Cuarta Internacional
Símbolo del Partido Comunista Mexicano
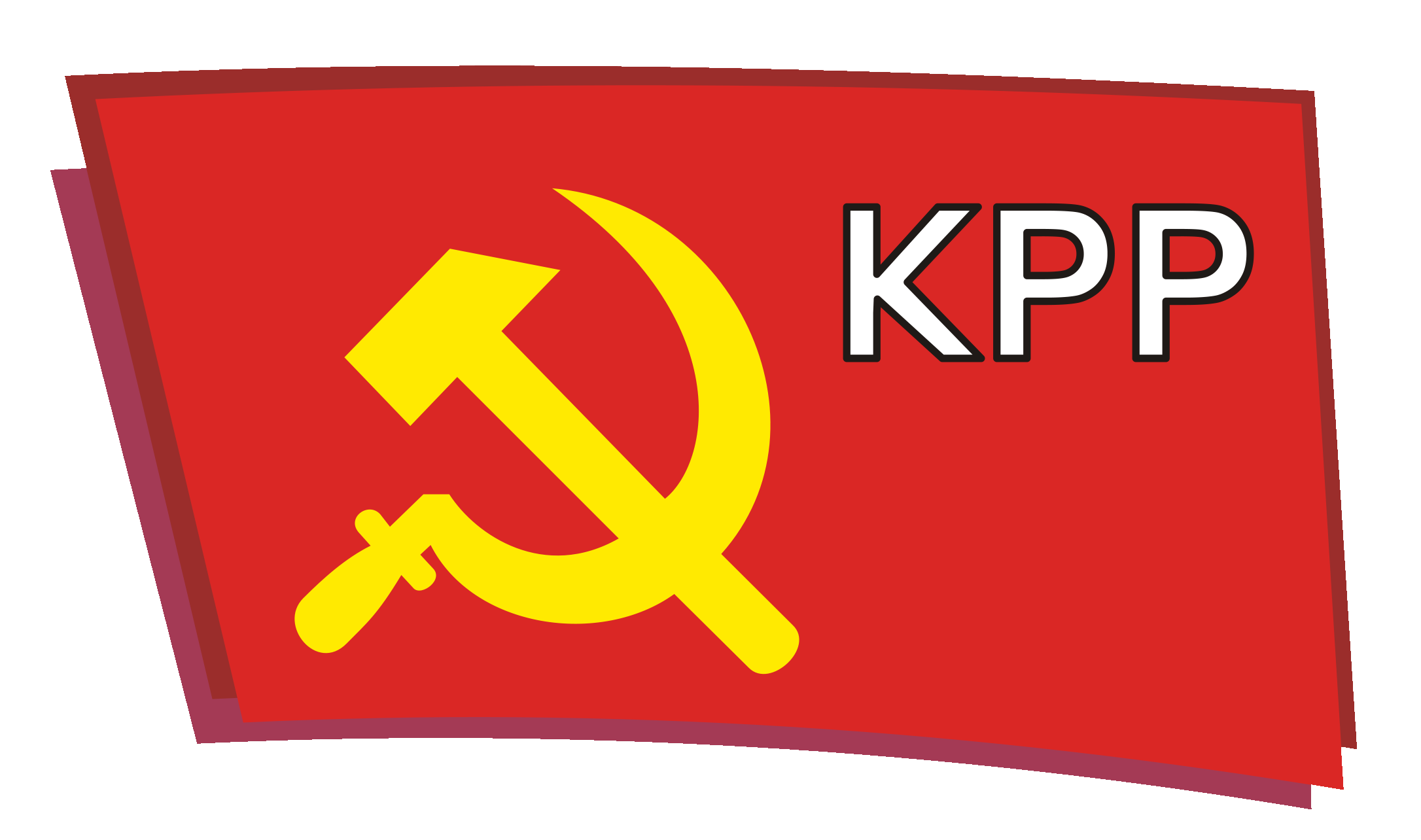
Símbolo del Partido Comunista Polaco
Bandera del Partido Comunista del Perú - Sendero Luminoso, grupo armado.

### Estrella roja y amarilla en banderas

Bandera de los Yippies
Bandera del EZLN
Bandera de Corea del Norte
Bandera de la RFS de Yugoslavia
Bandera de la ICOR.
Bandera de Vietnam, ejemplo de bandera roja con imágenes amarillas

### Estrellas que no son ni roja ni amarilla en banderas comunistas

Bandera del Partido Comunista de Chile, con una estrella blanca.
Logo del partido comunista italiano con una estrella blanca.
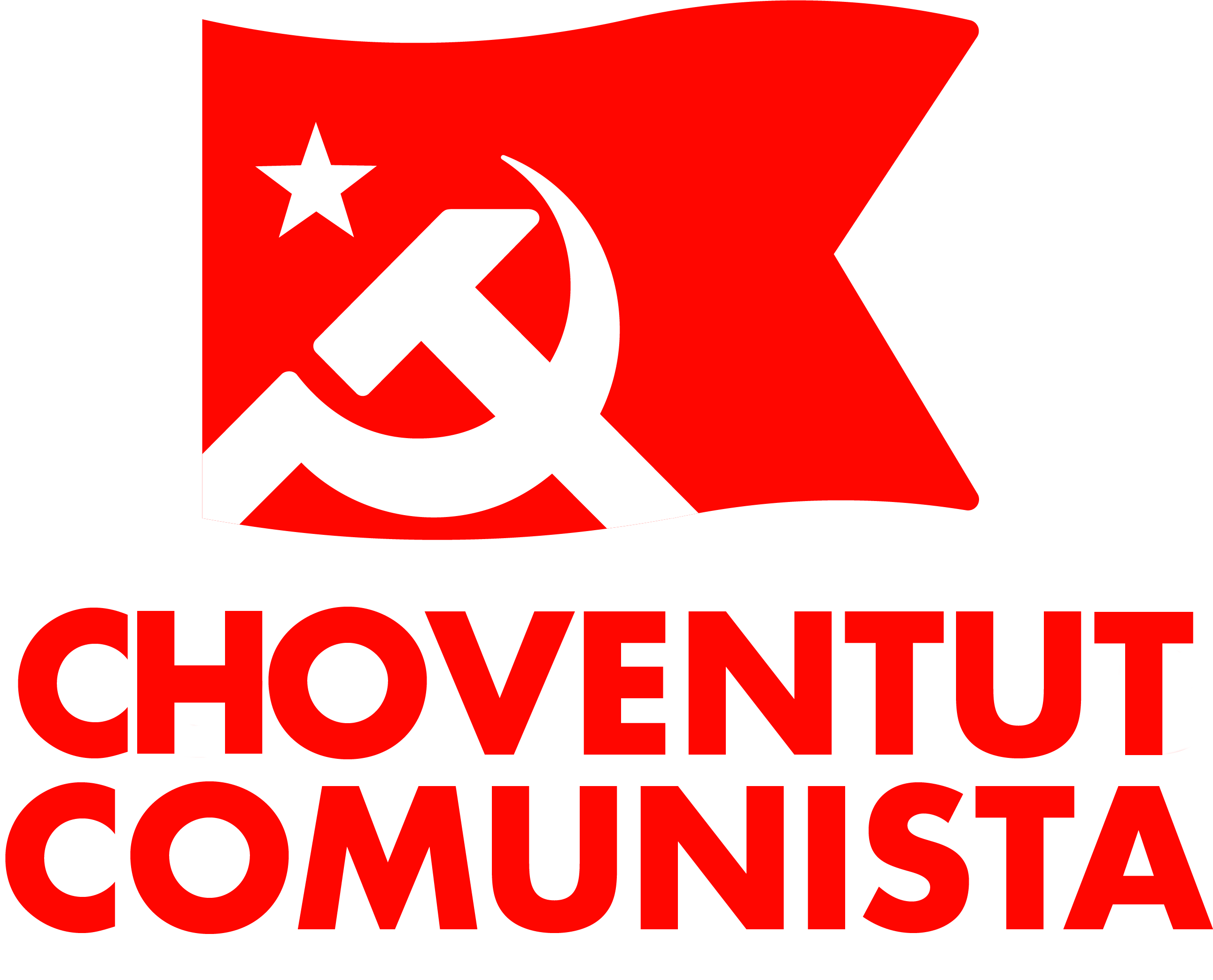
Logo de las juventudes comunistas de Aragón, con una estrella blanca
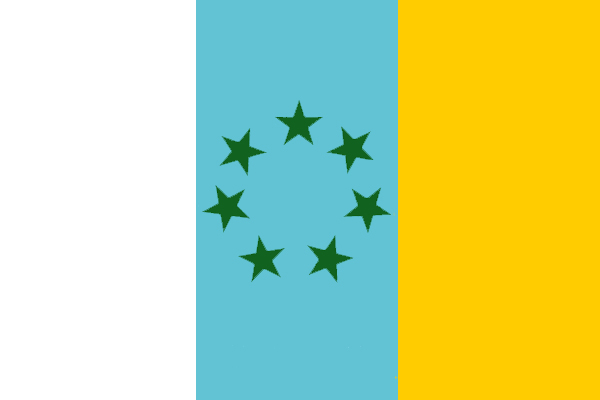
Bandera independentista canaria, donde las estrellas verdes representan el comunismo

### Bandera roja y negra

Bandera de la Confederación Nacional del Trabajo
Bandera del Frente Sandinista de Liberación Nacional
Bandera del Movimiento 26 de Julio
Bandera del Ejército de Liberación Nacional
Bandera de las Fuerzas Armadas Rebeldes
Bandera del Movimiento Revolucionario 13 de Noviembre
Bandera del Partido por la Victoria del Pueblo
Bandera del Movimiento de Izquierda Revolucionaria (Chile)
Bandera del Movimiento Popular de Liberación de Angola
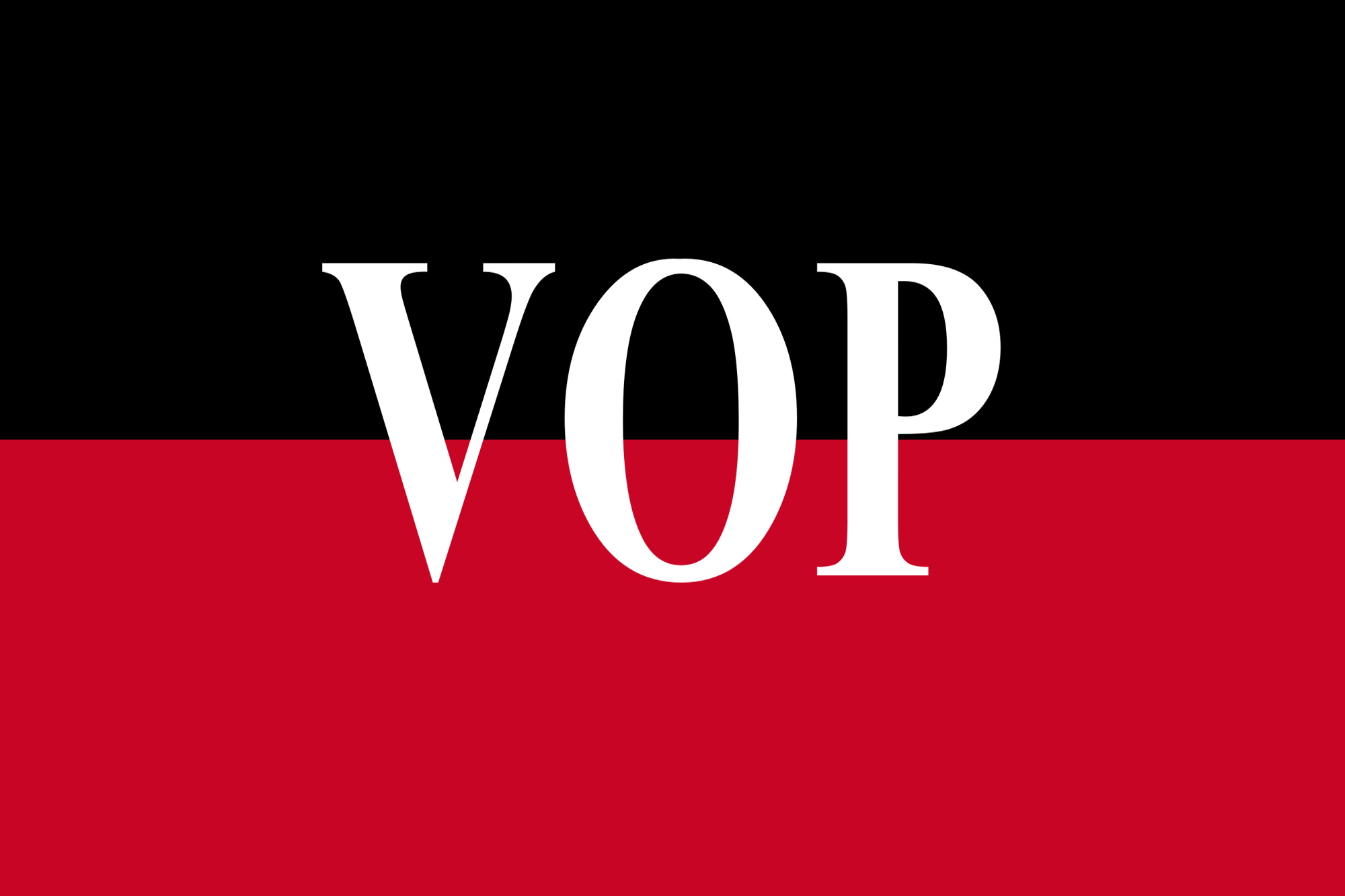
Bandera de la Vanguardia Organizada del Pueblo
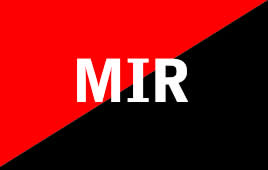
Bandera del Movimiento de Izquierda Revolucionaria (Perú)
Bandera del partido Awami Tahreek
Bandera del Partido Democrático de Botsuana
Bandera del Partido Intransigente
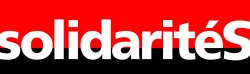
Bandera del partido suizo Solidaridad
Bandera de la acción Antifascista.
Bandera del movimiento revolucionario Tupamaro.

### Arado o arado estrellado

Bandera usada por el bloque del Partido Socialista Republicano Irlandés.
Una variante moderna de la bandera del Arado Estrellado.
Otra variante moderna de la bandera del Arado Estrellado pero con el fondo rojo y las estrellas amarillas representando aún más el comunismo.
Bandera del Partido Laborista de Irlanda en 2021.
Bandera utilizada por la Asociación Nacional de Campesinos de China.
Variación de la bandera utilizada por la Asociación Nacional de Campesinos de China.
Emblema usado por el Ejército Rojo soviético.
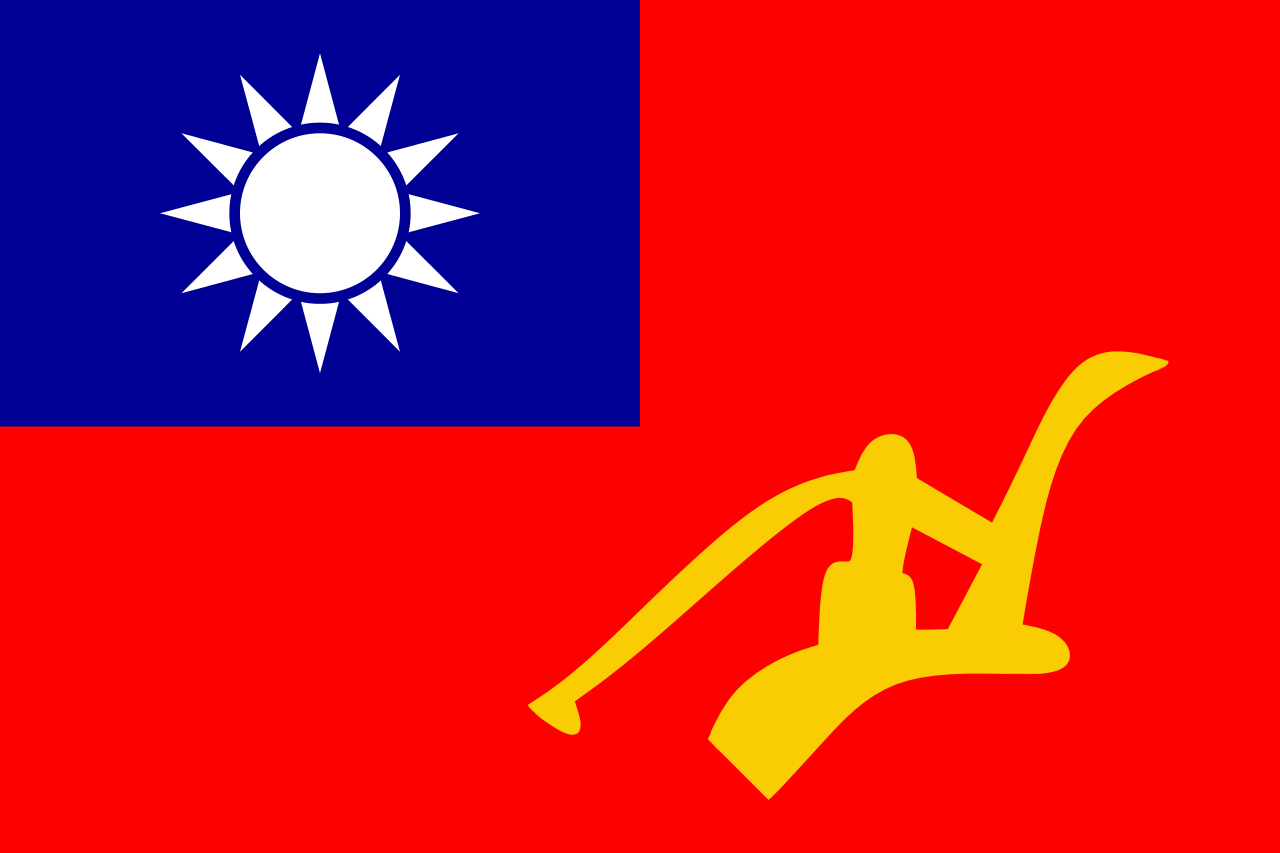
Bandera de la Asociación de Agricultores de Cantón durante el Primer Frente Unido.
Propuesta de escudo de armas de la "República Campesina Neutral de Croacia", Partido Campesino Croata.
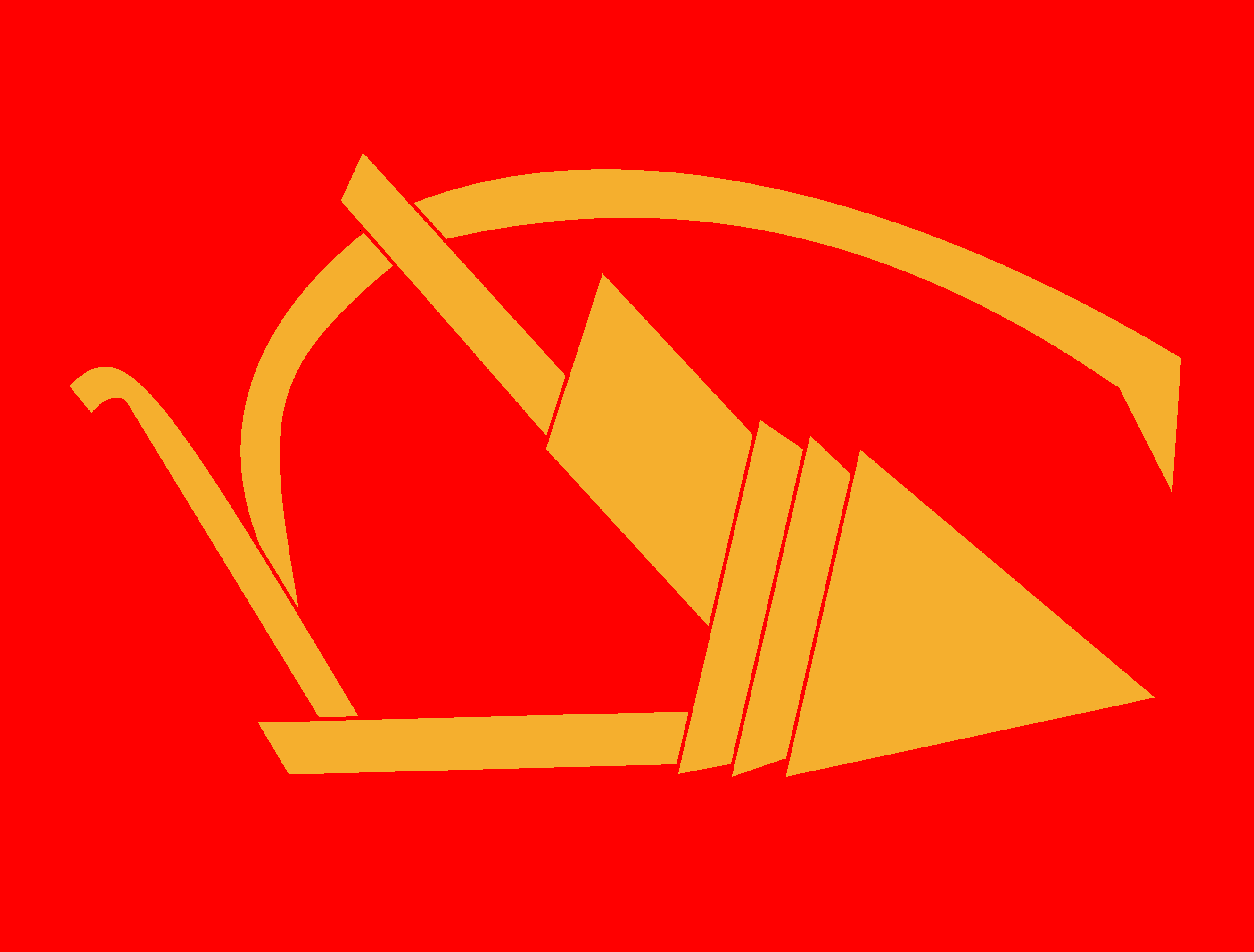
Bandera de arado chino

### Heráldica socialista

Heráldica socialista de Etiopía (1975-1987)
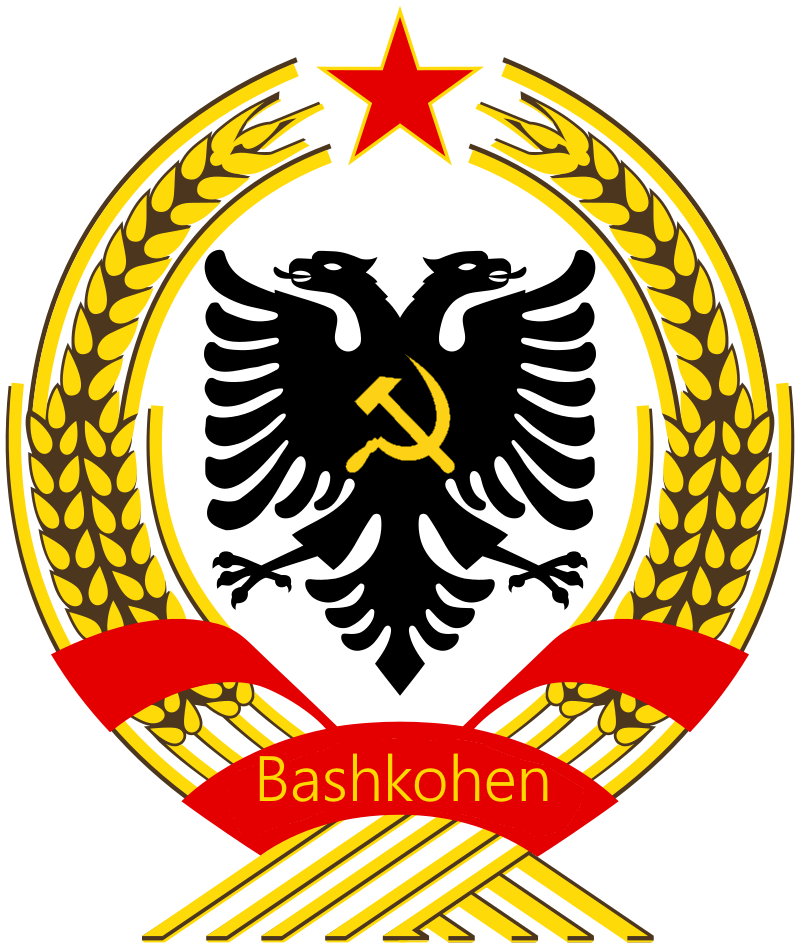
Heráldica socialista de Albania (1946-1991)
Heráldica socialista del Partido Revolucionario del Pueblo Etíope
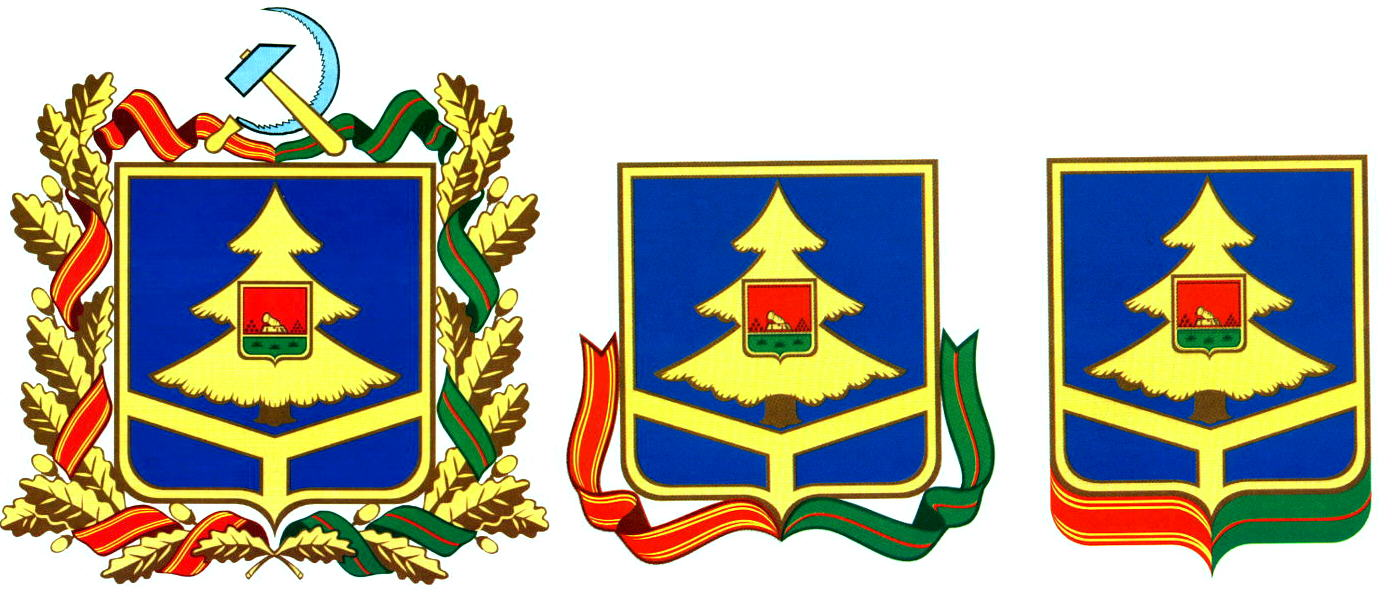
Heráldica socialista Briansk (Rusia)

### Otros símbolos

Bandera del Partido del Trabajo de Corea: útiles proletarios cruzados (hoz y martillo) con un pincel de caligrafía coreana que representa la intelligentsia
Bandera del Frente Patriótico Manuel Rodríguez
Bandera de las Fuerzas Armadas Revolucionarias de Colombia - Ejército del Pueblo (FARC-EP), con un libro abierto y dos fúsiles AK-47 sobre el mapa de Colombia.
Imagen del Che Guevara, símbolo del guevarismo
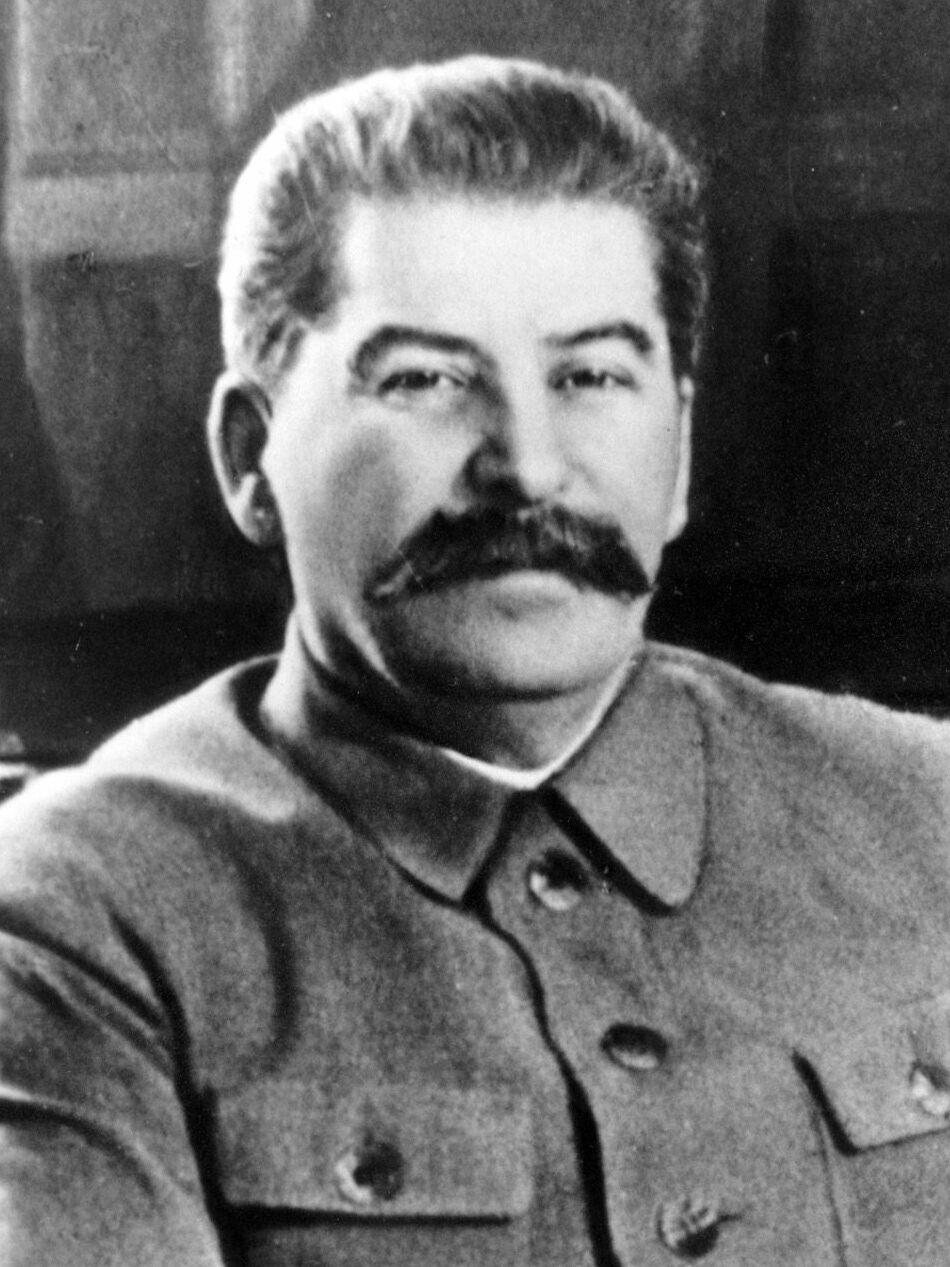
Imagen de Joseph Stalin, símbolo del Estalinismo

### Símbolos nacionales
- Bandera de la Unión Soviética
- Escudo de la Unión Soviética
- Bandera de la República Democrática Alemana
- Emblema de la República Democrática Alemana
- Bandera de la República Federativa Socialista de Yugoslavia
- Escudo de la República Federativa Socialista de Yugoslavia
- Bandera de la República Popular China
- Emblema nacional de la República Popular China
- ¡Proletarios de todos los países, uníos!